# Foxholes (Yorkshire du Nord)
Pour les articles homonymes, voir Foxhole (homonymie).
Foxholes est un village du Yorkshire du Nord, en Angleterre, qui fait partie de la paroisse civile de Foxholes with Butterwick (en). La population comptait 257 habitants en 2021. Il se trouve à l'endroit où la route B1249 (en) traverse la vallée des Great Wolds (en), à 14,5 km au sud de Scarborough, à 17,7 km au nord-ouest de Bridlington et à 11,3 km au nord-est de Sledmere.
Jusqu'en 1974, le village se trouvait dans les limites historiques du comté du Yorkshire de l'Est.
L'église anglicane classée Grade II de Foxholes est dédiée à Sainte Marie et est une construction en calcaire et en grès de 1866 par George Fowler Jones (en).